# Lliga índia de futbol

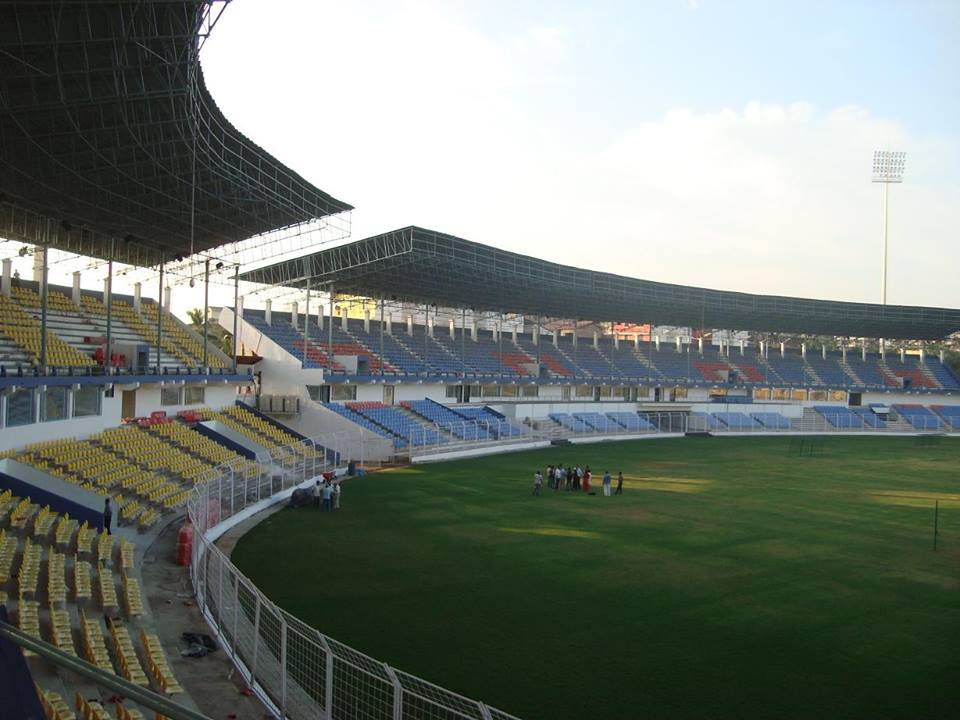
Estadi Fatorda, seu del cinc cops campió Dempo SC.

La lliga índia de futbol és la màxima competició de futbol a l'Índia, la primera de totes les lligues del país. Va ser fundada el 1996 per la Federació de Futbol de l'Índia.

## Història
La primera lliga de futbol del país fou la Lliga de Calcuta de futbol, creada l'any 1898. Posteriorment aparegueren altres lligues com la lliga de Bombai de futbol (des de 1902), la lliga de Chennai de futbol (des de 1934-35), la lliga de Dehli de futbol (des de 1948) o la lliga de Goa de futbol (des de 1951-52).
La primera lliga no regional de futbol de l'Índia fou la Lliga Nacional de Futbol (National Football League, NFL). Fou organitzada en tres divisions. La Premier Division va ser introduïda el 1996. Més tard es transformà en I-League. L'objectiu fou augmentar la popularitat de la competició. La primera edició de la lliga la formaren vuit equips procedents de la NFL més dos ascendits de la segona divisió.
L'any 2014 començà una nova competició anomenada Superlliga índia de futbol (ISL). Durant les tres primeres edicions no va rebre reconeixement de la Confederació Asiàtica de Futbol. Abans de la temporada 2017-18 va rebre el reconeixement de l'AFC. El juliol de 2017 la All India Football Federation (AIFF) proposà que el campió de la Superlliga obtingués una plaça per la Copa de l'AFC de futbol, segona competició continental. El 25 de juliol de 2017, la AFC aprovà la proposta de l'AIFF. Mentrestant, la plaça per l'AFC Champions League era per al campió de la I-League, per tant, dues competicions de màxim nivell van coexistir de forma paral·lela durant aquests anys al país. L'octubre de 2019 es proposà que la ISL (Superlliga) generés la plaça per l'AFC Champions League, començant en l'edició dels 2021 i que el campió de la I-League anés a la Copa de l'AFC de futbol. Des de la temporada 2022–23 la I-League esdevé segona divisió nacional per sota de la Superlliga.
L'any 1941 es creà el Trofeu Santosh, una competició nacional entre estats. Altres competicions en format de copa com la Copa Durand (1888), la IFA Shield (1893) i la Copa Federació (1977) .
| Temporada    | Nom                      |
| ------------ | ------------------------ |
| 1996–2006    | National Football League |
| 2007–2022    | I-League                 |
| 2014–present | Indian Super League      |

## Historial
Font:
National Football League
- 1996-97:  JCT (1)
- 1997-98:  Mohun Bagan (1)
- 1998-99:  Salgaocar (1)
- 1999-00:  Mohun Bagan (2)
- 2000-01:  East Bengal (1)
- 2001-02:  Mohun Bagan (3)
- 2002-03:  East Bengal (2)
- 2003-04:  East Bengal (3)
- 2004-05:  Dempo (1)
- 2005-06:  Mahindra United (1)
- 2006-07:  Dempo (2)

I-League 
- 2007-08:  Dempo (3)
- 2008-09:  Churchill Brothers (1)
- 2009-10:  Dempo (4)
- 2010-11:  Salgaocar (2)
- 2011-12:  Dempo (5)
- 2012-13:  Churchill Brothers (2)
- 2013-14:  Bengaluru (1)
- 2014-15:  Mohun Bagan (4)
- 2015-16:  Bengaluru (2)
- 2016-17:  Aizawl (1)
- 2017-18:  Minerva Punjab (1)
- 2018-19:  Chennai City (1)
- 2019-20:  Mohun Bagan (5)[b]
- 2020-21:  Gokulam Kerala (1)
- 2021-22:  Gokulam Kerala (2)

Indian Super League 
- 2014:  Atlético de Kolkata (1)
- 2015:  Chennaiyin (1)
- 2016:  Atlético de Kolkata (2)
- 2017-18:  Chennaiyin (2)
- 2018-19:  Bengaluru (3)
- 2019-20:  ATK (3)
- 2020-21:  Mumbai City (1)
- 2021-22:  Hyderabad (1)
- 2022-23:  ATK Mohun Bagan (6)